# Vaughn Schofield
Vaughn Schofield, née le 25 octobre 1943, est une femme politique canadienne. Elle est lieutenante-gouverneure de la province de la Saskatchewan de 2012 à 2018.

## Biographie
Solomon Schofield est née à Regina, mais a récemment résidé à Regina Beach, en Saskatchewan. Elle a fait ses études à l'Université de la Saskatchewan, au campus de Regina et à la Ray-Vogue School de Chicago, où elle a obtenu un diplôme en marchandisage de la mode. Elle était mariée à feu Gordon L. Schofield et est la mère du Dr Whitney Wignall, dentiste pédiatrique, et de George, diplômé en administration des affaires, qui a occupé le poste de maire de Regina Beach en 2012. Elle est anglaise, Descendance irlandaise, roumaine et ukrainienne. 
Schofield parle couramment l'anglais et l'espagnol.
Solomon Schofield a participé activement à plusieurs organisations. Dans les années 1980, elle a présidé le Board of Crime Watch, une organisation de prévention du crime comptant 200 000 membres et regroupant des groupes dans des villes d'Amérique du Nord et du Sud. Elle a été présidente de comité, présidente, vice-présidente et / ou membre du conseil d'administration de plusieurs organisations à Regina, notamment l'Ambulance Saint-Jean, le Club Assiniboia, le Prix du Duc d'Édimbourg, le Royal United Services Institute et les Hôpitaux de Londres. Fondation de Regina. Solomon Schofield a également été directeur financier de Sprite North America pendant dix ans.
Les membres et les affiliations actuels et passés du conseil d'administration de Solomon Schofield comprennent: les Roughriders de la Saskatchewan (directeur honoraire), le comité de la Coupe Grey de 2003 (président des volontaires de la sécurité), l'exposition Business to Business de la chambre de commerce de Regina, Opera Saskatchewan et l'Armée du salut.
Elle est actuellement présidente et chef de la direction du Western Group of Companies, une organisation immobilière qui détient des participations dans l’Ouest canadien.